# Alucita philomela
Alucita philomela är en fjärilsart som beskrevs av Edward Meyrick 1937. Alucita philomela ingår i släktet Alucita och familjen mångfliksmott, (Alucitidae). Inga underarter finns listade i Catalogue of Life.